# Габрово (община Гевгели)
Вижте пояснителната страница за други значения на Габрово.
Габрово (на македонска литературна норма: Габрово) е село в община Гевгели, Северна Македония.

## География
Селото е разположено в областта Боймия, северно от общинския център Гевгели, река Вардар и село Миравци отстои на изток от самото село.

## История
Северно от Габрово е разположена късноантичната и средновековна крепост Градище.
В XIX век Габрово е малко българско село в Гевгелийската каза на Османската империя. Църквата в селото „Свети Атанасий“ е 1851 година и е дело на Андон Китанов. В „Етнография на вилаетите Адрианопол, Монастир и Салоника“, издадена в Константинопол в 1878 година и отразяваща статистиката на населението от 1873 година, Габреш (Gabrech) е посочено като село с 24 домакинства и 73 жители българи.
В селото в 1895 – 1896 година е основан комитет на ВМОРО.
Според статистиката на Васил Кънчов („Македония. Етнография и статистика“) от 1900 г. Габрово има 75 жители българи християни. В началото на XX век жителите на селото са разделени в конфесионално отношение. По данни на секретаря на Българската екзархия Димитър Мишев („La Macédoine et sa Population Chrétienne“) през 1905 година в Габрово има 96 българи екзархисти.
Според преброяването от 2002 година селото има 20 жители, всички македонци.
| Националност | Всичко |
| македонци    | 20     |
| албанци      | 0      |
| турци        | 0      |
| роми         | 0      |
| власи        | 0      |
| сърби        | 0      |
| бошняци      | 0      |
| други        | 0      |

До 2004 година селото е част от самостоятелната община Миравци.

## Личности
Родени в Габрово
- Ичо Янев, български революционер, деец на ВМОРО[5]
- Лазар Бачов, български революционер, деец на ВМОРО[5]
- Лазар Христов, деец на ВМРО
- Петър Несторов, български революционер, деец на ВМОРО[5]
- Христо Стоев, български революционер, деец на ВМОРО[5]
- Яно Серменински, български революционер, деец на ВМОРО[5]